# 德拉姆上同调
数学上，德拉姆上同调（de Rham cohomology）是同时属于代数拓扑和微分拓扑的工具。它能够以一种特别适合计算和用具体的上同调类的方式表达关于光滑流形的基本拓扑信息。它是基于有特定属性的微分形式的存在性的上同调理论。它以不同的确定的意义对偶于奇异同调，以及亚历山大-斯潘尼尔上同调。

## 定义
任何光滑流形M上的光滑微分k-形式在加法之下形成一个交换群(实际上也是一个实向量空间，称为
Ωk(M)
外导数 d 给了以下的映射
d:Ωk(M) → Ωk+1(M).
下面是一个基本的关系
d 2 = 0;
这本质上是因为二阶导数的对称性。所以k-形式和外导数形成一个上链复形(cochain complex),称为de Rham复形: 
{\displaystyle C^{\infty }(M)=\Omega ^{0}(M)\to \Omega ^{1}(M)\to \Omega ^{2}(M)\to \Omega ^{3}(M)\to \ldots .}
微分几何术语中，是其它微分形式的外导数的形式称为恰当形式(exact form)，而外导数为0的形式称为闭形式(参看闭形式和恰当形式);d 2 = 0这个关系说明
恰当的微分形式都是闭的.
其逆命题却一般来说不成立；闭形式未必恰当。de Rham上同调的想法就是给一个流形上不同类型的闭形式分类。分类这样进行：称 {\displaystyle \Omega ^{k}(M)}中的两个闭形式α 和 β 是上同调的，如果他们相差一个恰当形式，也就是，若{\displaystyle \alpha -\beta }為恰當形式。这个分类导出一个{\displaystyle \Omega ^{k}(M)} 中的闭形式空间的一个等价关系。然后定义
k阶 de Rham上同调群为
HkdR(M)
等价类的集合，也就是，{\displaystyle \Omega ^{k}(M)}中闭形式模恰当形式.
注意，对所有有n个连通分支的流形 M，
H0dR(M) = Rn
其中等号表示同构。这是因为M上导数为零的{\displaystyle C^{\infty }}函数在每个连通分量上为常数。

## 例
通常我们可以通过已知的0上同调羣和Mayer-Vietoris序列来计算一个流形的其他的德拉姆上同调羣。另一個有用的事實是德拉姆上同调是同倫不變量。下面是一些常见拓扑對象的上同调羣，但我們沒有給出計算步驟:
n-球:
对于n-球，或者球和一个开区间的乘积，我们有以下结果。令n > 0, m ≥ 0, 而 I 为一个实开区间. 则:
{\displaystyle H_{dR}^{k}(S^{n}\times I^{m})\simeq {\begin{cases}\mathbb {R} &{\mbox{if }}k=0,n\\0&{\mbox{if }}k\neq 0,n\end{cases}}}
n-環面:
类似的，令 n > 0 , 可以得到:
{\displaystyle H_{dR}^{k}(T^{n})\simeq \mathbb {R} ^{n \choose k}}
穿孔欧几里得空间:
穿孔欧几里得空间就是拿掉原点的欧几里得空间。对于n > 0, 我们有:
| {\displaystyle H_{dR}^{k}(\mathbb {R} ^{n}-\{0\})} | {\displaystyle \simeq {\begin{cases}\mathbb {R} &{\mbox{if }}k=0,n-1\\0&{\mbox{if }}k\neq 0,n-1\end{cases}}} |
|                                                    | {\displaystyle \simeq H_{dR}^{k}(S^{n-1})}                                                                   |
莫比乌斯带(Möbius strip), M:
大致来说，下面的结果或多或少是因为莫比乌斯带可"收缩(contract)"为一个1-球(圆):
{\displaystyle H_{dR}^{k}(M)\simeq H_{dR}^{k}(S^{1})}

## 调和形式
若M是一个紧黎曼流形，则每个HkdR(M) 中的等价类包含恰好一个调和形式。也就是说，给定闭形式的等价类的任一代表 ω可以写为 
{\displaystyle \omega =d\alpha +\gamma }
其中 α 是一个形式，而γ 是调和的: Δγ=0.
注意一个紧黎曼流形上的调和函数是一个常数。这样，这个特殊的代表元素可以视为流形上所有上同调等价的形式中的一个极值(极小值)。例如，在2-圆环上，一个常1-形式可以视为在一个形式，它所有的"毛"都整齐的梳到一个方向(而且所有的毛都一样长)。这个情况下，这表示2维环的第一贝蒂数是2。更一般的，在一个n维环Tn上，可以考虑k-形式的各种不同的梳理。有n取k种不同的梳理用来建立 HkdR(Tn)的一个基; 因此n-环的第kBetti数就是n取k。
更精确的讲，对于一个微分流形M，可以装备一个附加的黎曼度量。这样拉普拉斯算子 Δ可以定义为
{\displaystyle \Delta =d\delta +\delta d}
其中d是外导数 而 δ 是余微分。拉普拉斯算子是齐次的(在分次中)线性 微分算子作用在微分形式的外代数上：我们可以分别来看它在每个k阶分量上的作用。
若M为紧且可定向，拉普拉斯算子在k-形式的空间上的核的维度和k阶德拉姆上同调群的维度相同(根据霍奇理论:拉普拉斯算子从闭形式的每个上同调类中挑出唯一的一个调和形式。特别的，所有M上的调和k-形式同构于
Hk(M;R). 每个这种空间的维度都有限，并有k阶贝蒂数给出。

## Hodge 分解
令 δ 为余微分(codifferential),我们称形式ω 是上闭的(co-closed)如果δω=0 而称其为上恰當(co-exact)。若对于某个形式 α，有ω=δα 。Hodge分解表明任意k-形式 ω 可以分解为3个L2 分量:
{\displaystyle \omega =d\alpha +\delta \beta +\gamma }
其中 γ 为调和的: Δ γ = 0.  这是因为恰當和上恰當形式互相正交；他们的正交补就是同时恰當和上恰當的形式:也就是，调和形式。这里，正交性由{\displaystyle \Omega ^{k}(M)}上的L2内积定义:
{\displaystyle (\alpha ,\beta )=\int _{M}\alpha \wedge *\beta }
精确的定义和分解的证明需要用索伯列夫空间来表述。主要的思想就是Sobolev空间提供了平方可积性和微分形式的柯西列收敛到极限形式的自然设置。这个语言使得我们得以克服紧支撑这样的限制，就像在亚历山大-斯潘尼尔上同调中那样。

## 德拉姆定理
德拉姆定理, 由乔治·德拉姆在1931年证明，它表明对于一个紧致 可定向光滑流形M,群HkdR(M)同构于具有奇异上同调群
Hk(M;R).
的實向量空間。楔积赋予这些群的直和一个环结构。定理的进一步结果是这两个上同调环(作为分次环)是同构的。
一般化的斯托克斯定理是德拉姆上同调和链的同调群的对偶性的表达。